# MTK-2
MTK-2 (eigentlich in kyrillischen Buchstaben: МТК-2 международный телеграфный код 2) ist eine 5-Bit-Zeichenkodierung, die 1963 zur Darstellung kyrillischer Buchstaben in Telegrammen in der Sowjetunion eingeführt wurde.
Sie erweitert den CCITT-2-Kode um eine dritte Zeichenebene für kyrillische Buchstaben und ersetzt einige Sonderzeichen, um weitere kyrillische Buchstaben unterzubringen. Es fehlen die Buchstaben Ё und Ъ; der Buchstabe Ч wurde durch die Ziffer 4 ersetzt.
| Dez. | Binär | Buchstaben                     | Kyrillisch                     | Ziffern                        |
| ---- | ----- | ------------------------------ | ------------------------------ | ------------------------------ |
| 24   | 11000 | A                              | А                              | -                              |
| 19   | 10011 | B                              | Б                              | ?                              |
| 14   | 01110 | C                              | Ц                              | :                              |
| 18   | 10010 | D                              | Д                              | Wer da?                        |
| 16   | 10000 | E                              | Е                              | 3                              |
| 22   | 10110 | F                              | Ф                              | Э                              |
| 11   | 01011 | G                              | Г                              | Ш                              |
| 5    | 00101 | H                              | Х                              | Щ                              |
| 12   | 01100 | I                              | И                              | 8                              |
| 26   | 11010 | J                              | Й                              | Ю                              |
| 30   | 11110 | K                              | К                              | (                              |
| 9    | 01001 | L                              | Л                              | )                              |
| 7    | 00111 | M                              | М                              | .                              |
| 6    | 00110 | N                              | Н                              | ,                              |
| 3    | 00011 | O                              | О                              | 9                              |
| 13   | 01101 | P                              | П                              | 0                              |
| 29   | 11101 | Q                              | Я                              | /                              |
| 10   | 01010 | R                              | Р                              | 4                              |
| 20   | 10100 | S                              | С                              | '                              |
| 1    | 00001 | T                              | Т                              | 5                              |
| 28   | 11100 | U                              | У                              | 7                              |
| 15   | 01111 | V                              | Ж                              | =                              |
| 25   | 11001 | W                              | В                              | 2                              |
| 23   | 10111 | X                              | Ь                              | 1                              |
| 21   | 10101 | Y                              | Ы                              | 6                              |
| 17   | 10001 | Z                              | З                              | +                              |
| 2    | 00010 | Zeilenvorschub                 | Zeilenvorschub                 | Zeilenvorschub                 |
| 8    | 01000 | Wagenrücklauf                  | Wagenrücklauf                  | Wagenrücklauf                  |
| 31   | 11111 | Umschaltung Lateinbuchstaben   | Umschaltung Lateinbuchstaben   | Umschaltung Lateinbuchstaben   |
| 27   | 11011 | Umschaltung Ziffern            | Umschaltung Ziffern            | Umschaltung Ziffern            |
| 4    | 00100 | Zwischenraum                   | Zwischenraum                   | Zwischenraum                   |
| 0    | 00000 | Umschaltung kyrill. Buchstaben | Umschaltung kyrill. Buchstaben | Umschaltung kyrill. Buchstaben |

Normgerechte Darstellung der Fernschreibzeichen in CCITT-2 und MTK-2. Die Lochung wie auch der Versand des Fernschreibzeichen erfolgt: Start-1.FsZ-2.FsZ.-(Transportlochung)-3.FsZ.-4.FsZ.-5-FsZ.-1,5 Stoppschritte.
In der linken Tabelle ist die Reihenfolge entsprechend dem CCITT-2 alphabetisch dargestellt. In der rechten Tabelle ist das Fernschreibzeichen sortiert nach Wertigkeit, d. h. Buchstabe E hat die Lochung 1-0-.-0-0-0 – das entspricht dezimal 1.